# Simyra selenia
Simyra selenia är en fjärilsart som beskrevs av Schultz 1930. Simyra selenia ingår i släktet Simyra och familjen nattflyn. Inga underarter finns listade i Catalogue of Life.